# (466551) 2014 SN310
(466551) 2014 SN310 es un asteroide perteneciente al cinturón de asteroides, descubierto el 10 de octubre de 2004 por el equipo Spacewatch desde el Observatorio Nacional de Kitt Peak (Arizona, Estados Unidos).